# Ланвайрпулгуингил
Ланвайрпулгуингилгогеръхуърндробуллантисильогогого̀х (на уелски: Llanfairpwllgwyngyllgogerychwyrndrobwllllantysiliogogogoch, изговаря се [ˌɬan.vair.puɬ.ˌɡwɪ̈n.ɡɪ̈ɬ.ɡo.ˌɡɛr.ə.ˌχwərn.ˌdro.buɬ.ˌɬan.tɪ̈.ˌsil.jo.ˌɡo.ɡo.ˈɡoːχ], най-близко до Хланвайрпухългуингихългогеръхуърндробухълхлантисильогогогох, кратки варианти Llanfairpwllgwyngyll, Llanfair Pwllgwyngyll, Llanfair PG и Llanfairpwll) е село в Уелс, графство Ангълси.
Разположено е на северния бряг на пролива Менай срещу град Бангор. Има жп гара и малко пристанище. Население – 3028 жители според данни от преброяването от 2022 г.

## Името
Ланвайрпул е населеното място във Великобритания с най-дългото име и селото с най-дълго име в света, което е посочено в книгата за рекордите на Гинес от 2002 г.
Предполага се, че това наименование на селото е било замислено през 1860 г. с цел да бъдат привличани туристи и затова не съответства напълно на правилата в уелския език. Дотогава селото се е наричало Ланвайрпулгуингил (Llanfairpwllgwyngyll, „Църквата на Света Дева Мария в котловината (падината) на белия лешник“). Близо до него се е намирала Лантисилио Гогогох (Llantysilio Gogogoch, „Църквата на Свети Тисилио на червената пещера“), между тях Хуърн Дробул (Chwyrn drobwll, „Бърз (бурен) водовъртеж“). От свързването на 3-те названия е образувано и днешното име.
Английският превод на името, посочен на уебсайта на селото, е: Saint Mary's Church in the hollow of the white hazel near a rapid whirlpool and the Church of Saint Tysilio of the red cave. В близък български первод: „Църквата на Света Дева Мария в котловината (падината) на белия лешник около бърз (бурен) водовъртеж и църквата на Свети Тисилио на червената пещера“. Английският правопис на срички от табелата на железопътната гара е Llan-vire-pooll-guin-gill-go-ger-u-queern-drob-ooll-llandus-ilio-gogo-goch, който се предава като Ланвайрпулгуингилгогеръкуърндробулландъсилиогогогох.
От гледна точка на уелския език, името на селото се състои от 51 букви, тъй като някои диграфи на уелски се считат за единични букви, например ll, ng и ch.
И днес туристите не пропускат да се снимат с табелата на името на селото на гарата в Ланвайрпул.